# نادي هيلينغدون بورو
نادي هيلينغدون بورو لكرة القدم (بالإنجليزية: .Hillingdon Borough F.C)‏ هو نادي كرة قدم بريطاني أٌسس عام 1872. يلعب النادي في Spartan South Midlands Football League ‏.